# Gibberula zonata
Gibberula zonata is een slakkensoort uit de familie van de Cystiscidae. De wetenschappelijke naam van de soort is voor het eerst geldig gepubliceerd in 1840 door Swainson.